# Pierre Dumont (Maler)

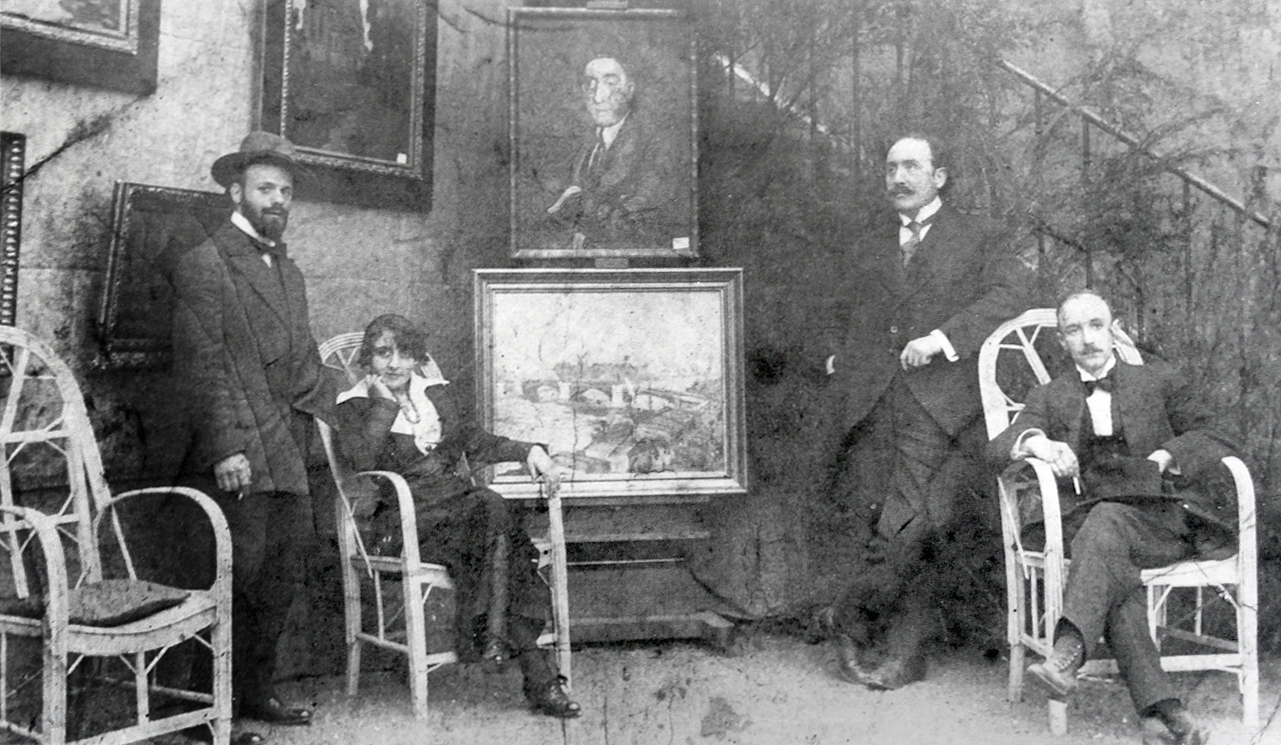
Von links nach rechts: Robert Antoine Pinchon, Frau Dumont, La Broue und Pierre Dumont, vor 1914

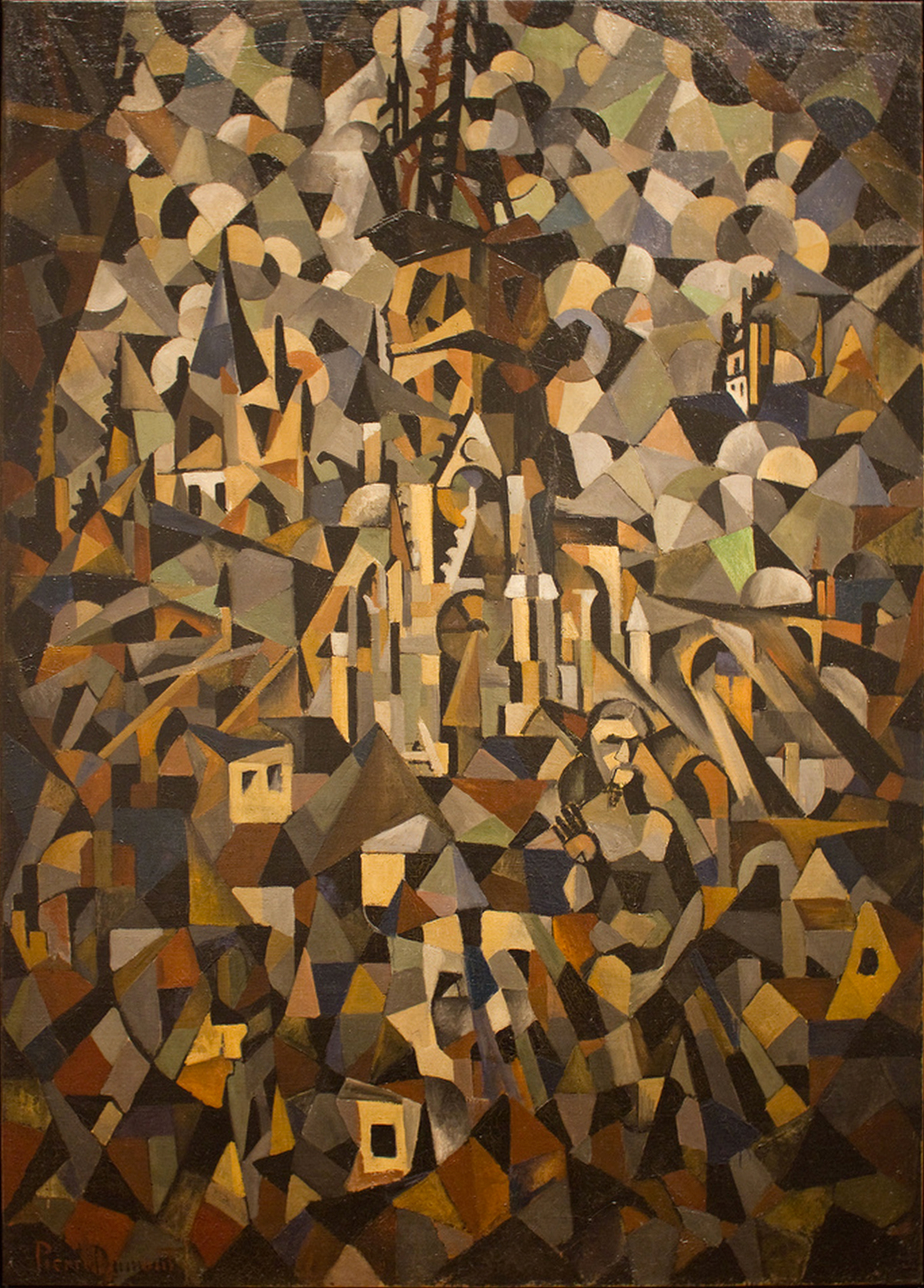
Die Kathedrale von Rouen

Pierre Jean Baptiste Louis Dumont, Pseudonym André Jallot (* 29. März 1884 in Paris; † 8. April 1936 ebenda) war ein französischer Maler.

## Biografie
Seine Jugend verbrachte Pierre Dumont in Rouen, wo sein Vater seit 1887 Gymnasiallehrer für naturwissenschaftliche Fächer am Lyzeum Pierre Corneille war. Pierre Dumont besuchte dieselbe Schule.
Pierre Dumont studierte Malerei in Rouen in der 1896 von Joseph Delattre gegründeten Académie libre. In dieser „freien Akademie“ trafen sich avantgardistische Künstler, darunter die Maler
Marcel Duchamp und Robert Antoine Pinchon sowie der Schriftsteller Francis Yard. Mit Pinchon zusammen gründete Dumont 1907 die Gruppe der Dreißig (groupe des XXX), aus der wenig später die Société Normande de Peinture Moderne hervorging.
Dumonts erste Werke standen unter dem Einfluss von Vincent van Gogh und Paul Cezanne. Um 1912 unter dem Einfluss von Jacques Villon schuf Dumont seine ersten kubistischen Bilder. Im Oktober 1912 gab Dumont die kurzlebige Zeitschrift La Section d’Or (Der goldene Schnitt) als Publikation der gleichnamigen Künstlergruppe heraus.
Befreundet mit Max Jacob, André Lhote, Juan Gris und Francis Picabia, zog Pierre Dumont nach Paris, wo er ein Studio im Bateau-Lavoir einrichtete.
Um 1927 verschlechterte sich sein Gesundheitszustand rapide. In den zwei letzten Lebensjahren konnte er nur mit seiner linken Hand malen. Er starb im Krankenhaus Saint-Antoine einige Tage nach seiner Frau.
Er hinterließ etwa 2800 bis 3000 Bilder.